# Capucine Rousseau
Capucine Rousseau (ur. 21 kwietnia 1980), francuska tenisistka.
W zawodowych rozgrywkach pojawiła się w kwietniu 2000 roku, na turnieju ITF we francuskim Amiens, gdzie wystąpiła dzięki dzikiej karcie. Przegrała w pierwszej rundzie z rodaczką Julie Coin. Miesiąc później wygrała swój pierwszy mecz, na turnieju w Talence, na którym wystąpiła również dzięki dzikiej karcie. W maju 2001 roku wygrała kwalifikacje gry pojedynczej do turnieju w Cagnes-sur-Mer a w turnieju głównym dotarła do ćwierćfinału, pokonując po drodze Stéphanie Cohen-Aloro i Marie Gayanay Mikaelian. Jeszcze większy sukces odniosła w grze podwójnej, gdzie w parze z Sophie Georges dotarła do finału. Tydzień później wygrała turniej w hiszpańskiej Tortosie, pokonując w ćwierćfinale singla Swietłanę Kuzniecową a finale Danielą Klemenschits. W parze z Severine Beltrame osiągnęła także finał debla, w którym przegrała z parą austriacką Daniela Klemenschits i Sandra Klemenschits. W sumie wygrała trzy turnieje singlowe rangi ITF.
W 2003 roku otrzymała dziką kartę do udziału w grze deblowej wielkoszlemowego Roland Garros, ale przegrała już w pierwszej rundzie, podobnie jak i rok później. W 2004 roku grała w kwalifikacjach gry singlowej do trzech turniejów wielkoszlemowych ale nie udało jej się awansować do fazy głównej tych turniejów. Najbliżej była w eliminacjach do US Open, gdzie pokonała w dwóch pierwszych rundach Michaelę Paštikovą i Maret Ani, ale przegrała w decydującym meczu z Antonellą Serrą Zanetti. Jedyny raz kiedy wystąpiła w turnieju wielkoszlemowym miał miejsce w 2005 roku w Australian Open, gdzie zagrała z dziką kartą jeden mecz, przegrywając go z Ukrainką Tatianą Perebyjnis. W następnych latach próbowała swoich sił w kwalifikacjach do turniejów WTA, ale bez powodzenia.
Najwyższe miejsce w rankingu - 118 - osiągnęła w listopadzie 2005 roku.

## Wygrane turnieje singlowe
|    | Data       | Turniej    | Kat. | ($)    | Naw.     | Finalistka           | Wynik    |
| 1. | 13/05/2001 | Tortosa    | ITF  | 10 000 | ziemna   | Daniela Klemenschits | 6:3, 6:0 |
| 2. | 20/07/2003 | Le Touquet | ITF  | 10 000 | ziemna   | Natacha Randriantefy | 7:6, 6:0 |
| 3. | 14/12/2003 | Ostrawa    | ITF  | 25 000 | dywanowa | Mervana Jugić-Salkić | 6:2, 7:6 |